# US Open-mesterskabet i damedouble
Damedoublemesterskabet ved US Open i tennis er afviklet hvert år siden 1889. De første mange år til og med 1967 under navnet US National Championships, hvor mesterskabet var forbeholdt amatører. Siden 1968 har turneringen været åben, så både professionelle og amatører kan deltage.

## Spillesteder
Damedoublemesterskabet er gennemt tiden blevet spillet fem forskellige steder i tre forskellige byer på tre forskellige underlag.
| Spillesteder | Spillesteder                | Spillesteder  | Spillesteder         |
| Periode      | Anlæg                       | By            | Underlag             |
| ------------ | --------------------------- | ------------- | -------------------- |
| 1889-1920    | Philadelphia Cricket Club   | Philadelphia  | Græs                 |
| 1921-33      | West Side Tennis Club       | New York City | Græs                 |
| 1934         | Germantown Cricket Club     | Philadelphia  | Græs                 |
| 1935-41      | Longwood Cricket Club       | Boston        | Græs                 |
| 1942-45      | West Side Tennis Club       | New York City | Græs                 |
| 1946-67      | Longwood Cricket Club       | Boston        | Græs                 |
| 1968-74      | West Side Tennis Club       | New York City | Græs                 |
| 1975-77      | West Side Tennis Club       | New York City | Grus                 |
| 1978-2019    | USTA National Tennis Center | New York City | Hardcourt (DecoTurf) |
| Siden 2020   | USTA National Tennis Center | New York City | Hardcourt (Laykold)  |

## Vindere
| Flest damedoubletitler i US National Championships / US Open |                          |                                                                              |
| Titler                                                       | Spiller                  | År                                                                           |
| 13                                                           | Margaret Osborne duPont  | 1941, 1942, 1943, 1944, 1945, 1946, 1947, 1948, 1949, 1950, 1955, 1956, 1957 |
| 12                                                           | Louise Brough            | 1942, 1943, 1944, 1945, 1946, 1947, 1948, 1949, 1950, 1955, 1956, 1957       |
| 9                                                            | Sarah Palfrey Cooke      | 1930, 1932, 1934, 1935, 1937, 1938, 1939, 1940, 1941                         |
| 9                                                            | Martina Navratilova      | 1977, 1978, 1980, 1983, 1984, 1986, 1987, 1989, 1990                         |
| 7                                                            | Juliette Atkinson        | 1894, 1895, 1896, 1897, 1898, 1901, 1902                                     |
| 6                                                            | Hazel Hotchkiss Wightman | 1909, 1910, 1911, 1915, 1924, 1928                                           |
| 6                                                            | Darlene Hard             | 1958, 1959, 1960, 1961, 1962, 1969                                           |
| 5                                                            | Mary Browne              | 1912, 1913, 1914, 1921, 1925                                                 |
| 5                                                            | Margaret Court           | 1963, 1968, 1970, 1973, 1975                                                 |
| 5                                                            | Billie Jean King         | 1964, 1967, 1974, 1978, 1980                                                 |
| 5                                                            | Pam Shriver              | 1983, 1984, 1986, 1987, 1991                                                 |
| 5                                                            | Gigi Fernández           | 1988, 1990, 1992, 1995, 1996                                                 |

## Finaler
| Damedoublefinaler i US National Championships 1889–1967 |                                                              |                                            |                     |
| År                                                      | Mestre                                                       | Finalister                                 | Resultat            |
| 1889                                                    | Margarette Bellend (1) Bertha Townsend (1)                   | Marian Wright Laura Knight                 | 6–0, 6–2            |
| 1890                                                    | Ellen Roosevelt (1) Grace Roosevelt (1)                      | Bertha Townsend Margarette Ballard         | 6–1, 6–2            |
| 1891                                                    | Mabel Cahill (1) Emma Leavitt Morgan (1)                     | Grace Roosevelt Ellen Roosevelt            | 2–6, 8–6, 6–4       |
| 1892                                                    | Mabel Cahill (2) Adeline McKinlay (1)                        | Helen Day Harris Amy Williams              | 6–1, 6–3            |
| 1893                                                    | Aline Terry (1) Harriet Butler (1)                           | Augusta Schultz · Miss Stone               | 6–4, 6–3            |
| 1894                                                    | Helen Hellwig (1) Juliette Atkinson (1)                      | Annabella C. Wistar Amy Williams           | 6–4, 8–6, 6–2       |
| 1895                                                    | Helen Hellwig (2) Juliette Atkinson (2)                      | Elisabeth Moore Amy Williams               | 6–2, 6–2, 12–10     |
| 1896                                                    | Elisabeth Moore (1) Juliette Atkinson (3)                    | Annabella C. Wistar Amy Williams           | 6–4, 7–5            |
| 1897                                                    | Juliette Atkinson (4) Kathleen Atkinson (1)                  | Mrs. F. Edwards · Elizabeth Rastall        | 6–2, 6–1, 6–1       |
| 1898                                                    | Juliette Atkinson (5) Kathleen Atkinson (2)                  | Marie Wimer Carrie Neely                   | 6–1, 2–6, 4–6, 6–1  |
| 1899                                                    | Jane Craven (1) Myrtle McAteer (1)                           | Maud Banks Elizabeth Rastall               | 6–1, 6–1, 7–5       |
| 1900                                                    | Edith Parker (1) Hallie Champlin (1)                         | Marie Wimer Myrtle McAteer                 | 9–7, 6–2, 6–2       |
| 1901                                                    | Juliette Atkinson (6) Myrtle McAteer (2)                     | Marion Jones Elisabeth Moore               | w.o.                |
| 1902                                                    | Juliette Atkinson (7) Marion Jones (1)                       | Maud Banks Nona Closterman                 | 6–2, 7–5            |
| 1903                                                    | Elisabeth Moore (2) Carrie Neely (1)                         | Miriam Hall Marion Jones                   | 8–4, 6–1, 6–1       |
| 1904                                                    | May Sutton Bundy (1) Miriam Hall (1)                         | Elisabeth Moore Carrie Neely               | 3–6, 6–3, 6–3       |
| 1905                                                    | Helen Homans (1) Carrie Neely (2)                            | Marjorie Oberteuffer Virginia Maule        | 6–0, 6–1            |
| 1906                                                    | Ann Burdette Coe (1) Ethel Bliss Platt (1)                   | Helen Homans Clover Boldt                  | 6–4, 6–4            |
| 1907                                                    | Marie Wimer (1) Carrie Neely (3)                             | Edna Wildey Natalie Wildey                 | 6–1, 2–6, 6–4       |
| 1908                                                    | Evelyn Sears (1) Margaret Curtis (1)                         | Carrie Neely Miriam Steever                | 6–3, 5–7, 9–7       |
| 1909                                                    | Hazel Hotchkiss (1) Edith Rotch (1)                          | Dorothy Green Lois Moyes                   | 6–1, 6–1            |
| 1910                                                    | Hazel Hotchkiss (2) Edith Rotch (2)                          | Adelaide Browning Edna Wildey              | 6–4, 6–4            |
| 1911                                                    | Hazel Hotchkiss (3) Eleonora Sears (1)                       | Dorothy Green Florence Sutton              | 6–4, 4–6, 6–2       |
| 1912                                                    | Dorothy Green (1) Mary Browne (1)                            | Maud Barger-Wallach Mrs. Frederick Schmitz | 6–2, 5–7, 6–0       |
| 1913                                                    | Mary Browne (2) Louise Riddell Williams (1)                  | Dorothy Green Edna Wildey                  | 12–10, 2–6, 6–3     |
| 1914                                                    | Mary Browne (3) Louise Riddell Williams (2)                  | Louise Raymond Edna Wildey                 | 10–8, 6–2           |
| 1915                                                    | Hazel Hotchkiss Wightman (4) Eleonora Sears (2)              | Helen Homans McLean · Mrs. G.L. Chapman    | 10–8, 6–2           |
| 1916                                                    | Molla Bjurstedt (1) Eleonora Sears (3)                       | Louise Raymond Edna Wildey                 | 4–6, 6–2, 10–8      |
| 1917                                                    | Molla Bjurstedt (2) Eleonora Sears (4)                       | Phyllis Walsh Grace Moore LeRoy            | 6–2, 6–4            |
| 1918                                                    | Marion Zinderstein (1) Eleanor Goss (1)                      | Molla Bjurstedt Anna Rogge                 | 7–5, 8–6            |
| 1919                                                    | Marion Zinderstein (2) Eleanor Goss (2)                      | Eleonora Sears Hazel Hotchkiss Wightman    | 10–8, 9–7           |
| 1920                                                    | Marion Zinderstein (3) Eleanor Goss (3)                      | Eleanor Tennant Helen Baker                | 6–3, 6–1            |
| 1921                                                    | Mary Browne (4) Louise Riddell Williams (3)                  | Helen Gilleaudeau Aletta Bailey Morris     | 6–3, 6–2            |
| 1922                                                    | Marion Zinderstein Jessup (4) Helen Wills (1)                | Edith Sigourney Molla Bjurstedt Mallory    | 6–4, 7–9, 6–3       |
| 1923                                                    | Kitty McKane Godfree (1) Phyllis Howkins Covell (1)          | Hazel Hotchkiss Wightman Eleanor Goss      | 2–6, 6–2, 6–1       |
| 1924                                                    | Hazel Hotchkiss Wightman (5) Helen Wills (2)                 | Eleanor Goss Marion Jessup                 | 6–4, 6–3            |
| 1925                                                    | Mary Browne (5) Helen Wills (3)                              | May Bundy Elizabeth Ryan                   | 6–4, 6–3            |
| 1926                                                    | Elizabeth Ryan (1) Eleanor Goss (4)                          | Mary Browne Charlotte Chapin               | 3–6, 6–4, 12–10     |
| 1927                                                    | Kitty McKane Godfree (2) Ermyntrude Harvey (1)               | Betty Nuthall Joan Fry                     | 6–1, 4–6, 6–4       |
| 1928                                                    | Hazel Hotchkiss Wightman (6) Helen Wills (4)                 | Edith Cross Anna McCune Harper             | 6–2, 6–2            |
| 1929                                                    | Phoebe Holcroft Watson (1) Peggy Mitchell (1)                | Phyllis Covell D.C. Shepherd Barron        | 2–6, 6–3, 6–4       |
| 1930                                                    | Betty Nuthall Shoemaker (1) Sarah Palfrey (1)                | Edith Cross Anna McCune Harper             | 3–6, 6–3, 7–5       |
| 1931                                                    | Betty Nuthall Shoemaker (2) Eileen Bennett Whittingstall (1) | Helen Jacobs Dorothy Round                 | 6–2, 6–4            |
| 1932                                                    | Helen Jacobs (1) Sarah Palfrey (2)                           | Edith Cross Anna McCune Harper             | 3–6, 6–3, 7–5       |
| 1933                                                    | Betty Nuthall Shoemaker (3) Freda James (1)                  | Helen Wills Moody Elizabeth Ryan           | w.o.                |
| 1934                                                    | Helen Jacobs (2) Sarah Palfrey (3)                           | Carolin Babcock Dorothy Andrus             | 4–6, 6–3, 6–4       |
| 1935                                                    | Helen Jacobs (3) Sarah Fabyan (4)                            | Carolin Babcock Dorothy Andrus             | 6–4, 6–2            |
| 1936                                                    | Marjorie Gladman Van Ryn (1) Carolin Babcock Stark (1)       | Helen Jacobs Sarah Palfrey Cooke           | 9–7, 2–6, 6–4       |
| 1937                                                    | Sarah Fabyan (5) Alice Marble (1)                            | Marjorie Gladman Van Ryn Carolin Babcock   | 7–5, 6–4            |
| 1938                                                    | Sarah Fabyan (6) Alice Marble (2)                            | Rene Mathieu Jadwiga Jędrzejowska          | 6–8, 6–4, 6–3       |
| 1939                                                    | Sarah Fabyan (7) Alice Marble (3)                            | Kay Stammers Freda Hammersley              | 7–5, 8–6            |
| 1940                                                    | Sarah Fabyan (8) Alice Marble (4)                            | Dorothy Bundy Marjorie Gladman Van Ryn     | 6–4, 6–3            |
| 1941                                                    | Sarah Cooke (9) Margaret Osborne (1)                         | Dorothy Bundy Pauline Betz                 | 3–6, 6–1, 6–4       |
| 1942                                                    | Louise Brough (1) Margaret Osborne (2)                       | Pauline Betz Doris Hart                    | 2–6, 7–5, 6–0       |
| 1943                                                    | Louise Brough (2) Margaret Osborne (3)                       | Pauline Betz Doris Hart                    | 6–4, 6–3            |
| 1944                                                    | Louise Brough (3) Margaret Osborne (4)                       | Pauline Betz Doris Hart                    | 4–6, 6–4, 6–3       |
| 1945                                                    | Louise Brough (4) Margaret Osborne (5)                       | Pauline Betz Doris Hart                    | 6–3, 6–3            |
| 1946                                                    | Louise Brough (5) Margaret Osborne (6)                       | Mary Prentiss Patricia Todd                | 6–1, 6–3            |
| 1947                                                    | Louise Brough (6) Margaret Osborne (7)                       | Doris Hart Patricia Todd                   | 5–7, 6–3, 7–5       |
| 1948                                                    | Louise Brough (7) Margaret Osborne duPont (8)                | Doris Hart Patricia Todd                   | 6–4, 8–10, 6–1      |
| 1949                                                    | Louise Brough (8) Margaret Osborne duPont (9)                | Doris Hart Shirley Fry                     | 6–4, 10–8           |
| 1950                                                    | Louise Brough (9) Margaret Osborne duPont (10)               | Doris Hart Shirley Fry                     | 6–2, 6–3            |
| 1951                                                    | Shirley Fry (1) Doris Hart (1)                               | Nancy Chaffee Patricia Todd                | 6–4, 6–2            |
| 1952                                                    | Shirley Fry (2) Doris Hart (2)                               | Louise Brough Maureen Connolly             | 10–8, 6–4           |
| 1953                                                    | Shirley Fry (3) Doris Hart (3)                               | Louise Brough Margaret Osborne duPont      | 6–2, 7–9, 9–7       |
| 1954                                                    | Shirley Fry (4) Doris Hart (4)                               | Louise Brough Margaret Osborne duPont      | 6–4, 6–4            |
| 1955                                                    | Louise Brough (10) Margaret Osborne duPont (11)              | Doris Hart Shirley Fry                     | 6–3, 1–6, 6–3       |
| 1956                                                    | Louise Brough (11) Margaret Osborne duPont (12)              | Betty Pratt Shirley Fry                    | 6–3, 6–0            |
| 1957                                                    | Louise Brough (12) Margaret Osborne duPont (13)              | Althea Gibson Darlene Hard                 | 6–2, 7–5            |
| 1958                                                    | Jeanne Arth (1) Darlene Hard (1)                             | Althea Gibson Maria Bueno                  | 2–6, 6–3, 6–4       |
| 1959                                                    | Jeanne Arth (2) Darlene Hard (2)                             | Maria Bueno Sally Moore                    | 6–2, 6–3            |
| 1960                                                    | Maria Bueno (1) Darlene Hard (3)                             | Ann Haydon Deidre Catt                     | 6–1, 6–1            |
| 1961                                                    | Darlene Hard (4) Lesley Turner Bowrey (1)                    | Edda Buding Yola Ramírez                   | 6–4, 5–7, 6–0       |
| 1962                                                    | Maria Bueno (2) Darlene Hard (5)                             | Billie Jean Moffitt Karen Susman           | 4–6, 6–3, 6–2       |
| 1963                                                    | Robyn Ebbern (1) Margaret Smith (1)                          | Darlene Hard Maria Bueno                   | 4–6, 10–8, 6–3      |
| 1964                                                    | Billie Jean Moffitt (1) Karen Hantze Susman (1)              | Margaret Smith Lesley Turner               | 3–6, 6–2, 6–4       |
| 1965                                                    | Carole Caldwell Graebner (1) Nancy Richey (1)                | Billie Jean Moffitt Karen Susman           | 6–4, 6–4            |
| 1966                                                    | Maria Bueno (3) Nancy Richey (2)                             | Billie Jean King Rosemary Casals           | 6–3, 6–4            |
| 1967                                                    | Rosemary Casals (1) Billie Jean King (2)                     | Mary-Ann Eisel Donna Floyd Fales           | 4–6, 6–3, 6–4       |
| Damedoublefinaler i US Open fra 1968                    |                                                              |                                            |                     |
| År                                                      | Mestre                                                       | Finalister                                 | Resultat            |
| 1968                                                    | Maria Bueno (4) Margaret Court (2)                           | Rosemary Casals Billie Jean King           | 4–6, 9–7, 8–6       |
| 1969                                                    | Françoise Dürr (1) Darlene Hard (6)                          | Margaret Court Virginia Wade               | 0–6, 6–3, 6–4       |
| 1970                                                    | Margaret Court (3) Judy Tegart Dalton (1)                    | Rosemary Casals Virginia Wade              | 6–3, 6–4            |
| 1971                                                    | Rosemary Casals (2) Judy Tegart Dalton (2)                   | Gail Sherriff Chanfreau Françoise Dürr     | 6–3, 6–3            |
| 1972                                                    | Françoise Dürr (2) Betty Stöve (1)                           | Margaret Court Virginia Wade               | 6–3, 1–6, 6–3       |
| 1973                                                    | Margaret Court (4) Virginia Wade (1)                         | Rosemary Casals Billie Jean King           | 3–6, 6–3, 7–5       |
| 1974                                                    | Rosemary Casals (3) Billie Jean King (3)                     | Françoise Dürr Betty Stöve                 | 7–6, 6–7, 6–4       |
| 1975                                                    | Margaret Court (5) Virginia Wade (2)                         | Rosemary Casals Billie Jean King           | 7–5, 2–6, 7–6       |
| 1976                                                    | Delina Boshoff (1) Ilana Kloss (1)                           | Olga Morozova Virginia Wade                | 6–1, 6–4            |
| 1977                                                    | Martina Navratilova (1) Betty Stöve (2)                      | Renée Richards Betty Ann Grubb Stuart      | 6–1, 7–6            |
| 1978                                                    | Billie Jean King (4) Martina Navratilova (2)                 | Kerry Melville Reid Wendy Turnbull         | 7–6, 6–4            |
| 1979                                                    | Betty Stöve (3) Wendy Turnbull (1)                           | Billie Jean King Martina Navratilova       | 6–4, 6–3            |
| 1980                                                    | Billie Jean King (5) Martina Navratilova (3)                 | Pam Shriver Betty Stöve                    | 7–6, 7–5            |
| 1981                                                    | Kathy Jordan (1) Anne Smith (1)                              | Rosemary Casals Wendy Turnbull             | 6–3, 6–3            |
| 1982                                                    | Rosemary Casals (4) Wendy Turnbull (2)                       | Barbara Potter Sharon Walsh                | 6–4, 6–4            |
| 1983                                                    | Martina Navratilova (4) Pam Shriver (1)                      | Rosalyn Fairbank Candy Reynolds            | 6–7, 6–1, 6–3       |
| 1984                                                    | Martina Navratilova (5) Pam Shriver (2)                      | Anne Hobbs Wendy Turnbull                  | 6–2, 6–4            |
| 1985                                                    | Claudia Kohde-Kilsch (1) Helena Suková (1)                   | Martina Navratilova Pam Shriver            | 6–7, 6–2, 6–3       |
| 1986                                                    | Martina Navratilova (6) Pam Shriver (3)                      | Hana Mandlíková Wendy Turnbull             | 6–4, 3–6, 6–3       |
| 1987                                                    | Martina Navratilova (7) Pam Shriver (4)                      | Kathy Jordan Elizabeth Sayers Smylie       | 5–7, 6–4, 6–2       |
| 1988                                                    | Gigi Fernández (1) Robin White                               | Patty Fendick Jill Hetherington            | 6–4, 6–1            |
| 1989                                                    | Hana Mandlíková (1) Martina Navratilova (8)                  | Mary Joe Fernandez Pam Shriver             | 5–7, 6–4, 6–4       |
| 1990                                                    | Gigi Fernández (2) Martina Navratilova (9)                   | Jana Novotná Helena Suková                 | 6–2, 6–4            |
| 1991                                                    | Pam Shriver (5) Natalija Zvereva (1)                         | Jana Novotná Larisa Savchenko-Neiland      | 6–4, 4–6, 7–6       |
| 1992                                                    | Gigi Fernández (3) Natalija Zvereva (2)                      | Jana Novotná Larisa Savchenko-Neiland      | 7–6, 6–1            |
| 1993                                                    | Arantxa Sánchez Vicario (1) Helena Suková (1)                | Amanda Coetzer Inés Gorrochategui          | 6–4, 6–2            |
| 1994                                                    | Jana Novotná (1) Arantxa Sánchez Vicario (2)                 | Katerina Maleeva Robin White               | 6–3, 6–3            |
| 1995                                                    | Gigi Fernández (4) Natalija Zvereva (3)                      | Brenda Schultz McCarthy Rennae Stubbs      | 7–5, 6–3            |
| 1996                                                    | Gigi Fernández (5) Natalija Zvereva (4)                      | Jana Novotná Arantxa Sánchez Vicario       | 1–6, 6–1, 6–4       |
| 1997                                                    | Lindsay Davenport (1) Jana Novotná (2)                       | Gigi Fernández Natalija Zvereva            | 6–3, 6–4            |
| 1998                                                    | Martina Hingis (1) Jana Novotná (3)                          | Lindsay Davenport Natalija Zvereva         | 6–3, 6–3            |
| 1999                                                    | Serena Williams (1) Venus Williams (1)                       | Chanda Rubin Sandrine Testud               | 4–6, 6–1, 6–4       |
| 2000                                                    | Julie Halard-Decugis (1) Ai Sugiyama (1)                     | Cara Black Jelena Likhovtseva              | 6–0, 1–6, 6–1       |
| 2001                                                    | Lisa Raymond (1) Rennae Stubbs (1)                           | Kimberly Po-Messerli Nathalie Tauziat      | 6–2, 5–7, 7–5       |
| 2002                                                    | Virginia Ruano Pascual (1) Paola Suárez (1)                  | Jelena Dementieva Janette Husárová         | 6–2, 6–1            |
| 2003                                                    | Virginia Ruano Pascual (2) Paola Suárez (2)                  | Svetlana Kuznetsova Martina Navratilova    | 6–2, 6–2            |
| 2004                                                    | Virginia Ruano Pascual (3) Paola Suárez (3)                  | Svetlana Kuznetsova Elena Likhovtseva      | 6–4, 7–5            |
| 2005                                                    | Lisa Raymond (2) Samantha Stosur (1)                         | Jelena Dementieva Flavia Pennetta          | 6–2, 5–7, 6–3       |
| 2006                                                    | Nathalie Dechy (1) Vera Zvonarjova (1)                       | Dinara Safina Katarina Srebotnik           | 7–6, 7–5            |
| 2007                                                    | Nathalie Dechy (2) Dinara Safina (1)                         | Chan Yung-jan Chuang Chia-jung             | 6–4, 6–2            |
| 2008                                                    | Cara Black (1) Liezel Huber (1)                              | Lisa Raymond Samantha Stosur               | 6–3, 7–6(6)         |
| 2009                                                    | Serena Williams (2) Venus Williams (2)                       | Cara Black Liezel Huber                    | 6–2, 6–2            |
| 2010                                                    | Vania King (1) Jaroslava Sjvedova (1)                        | Liezel Huber Nadija Petrova                | 2–6, 6–4, 7–6(4)    |
| 2011                                                    | Liezel Huber (2) Lisa Raymond (3)                            | Vania King Jaroslava Sjvedova              | 4–6, 7–6(5), 7–6(3) |
| 2012                                                    | Sara Errani (1) Roberta Vinci (1)                            | Andrea Hlaváčková Lucie Hradecká           | 6–4, 6–2            |
| 2013                                                    | Andrea Hlaváčková (1) Lucie Hradecká (1)                     | Ashleigh Barty Casey Dellacqua             | 6–7(4), 6–1, 6–4    |
| 2014                                                    | Jekaterina Makarova (1) Jelena Vesnina (1)                   | Martina Hingis Flavia Pennetta             | 2–6, 6–3, 6–2       |
| 2015                                                    | Martina Hingis (2) Sania Mirza (1)                           | Casey Dellacqua Jaroslava Sjvedova         | 6–3, 6–3            |
| 2016                                                    | Bethanie Mattek-Sands (1) Lucie Šafářová (1)                 | Caroline Garcia Kristina Mladenovic        | 2–6, 7–6(5), 6–4    |
| 2017                                                    | Chan Yung-Jan (1) Martina Hingis (3)                         | Lucie Hradecká Kateřina Siniaková          | 6–3, 6–2            |
| 2018                                                    | Ashleigh Barty (1) CoCo Vandeweghe (1)                       | Tímea Babos Kristina Mladenovic            | 3–6, 7–6(2), 7–6(6) |
| 2019                                                    | Elise Mertens (1) Aryna Sabalenka (1)                        | Viktorija Azarenka Ashleigh Barty          | 7–5, 7–5            |
| 2020                                                    | Laura Siegemund (1) Vera Zvonarjova (2)                      | Nicole Melichar Xu Yifan                   | 6–4, 6–4            |
| 2021                                                    | Samantha Stosur (2) Zhang Shuai (1)                          | Catherine McNally Cori Gauff               | 6–3, 3–6, 6–3       |
| 2022                                                    | Barbora Krejčíková (1) Kateřina Siniaková (1)                | Catherine McNally Taylor Townsend          | 3–6, 7–5, 6–1       |
| 2023                                                    | Gabriela Dabrowski (1) Erin Routliffe (1)                    | Laura Siegemund Vera Zvonarjova            | 7–6(9), 6–3         |
| 2024                                                    | Ljudmyla Kitjenok (1) Jeļena Ostapenko (1)                   | Kristina Mladenovic Zhang Shuai            | 6–4, 6–3            |